# Bert Boer
Gijsbert (Bert) Boer (Eemnes, 10 juli 1945 - Utrecht, 1 februari 2009) was een Nederlandse predikant van de Nederlandse Hervormde Kerk en nadat deze was opgegaan in de Protestantse Kerk in Nederland (PKN), van laatstgenoemd kerkgenootschap. Hij werkte onder meer als zendingspredikant in Indonesië en was ook diaconaal en op oecumenisch gebied actief.
Hij was een zoon van dominee Gijs Boer, die voorzitter was van de Gereformeerde Bond, een grote orthodoxe richting binnen de hervormde kerk.
Boer jr. volgde het spoor van zijn vader door theologie te studeren. Nadat hij deze studie aan de Rijksuniversiteit Utrecht had afgerond, woonde hij van 1970 tot 1977 op het Indonesische eiland Ambon. Hij was daar op de aldaar gevestigde Theologische Universiteit van de Molukse Protestantse Kerk werkzaam. Na zijn terugkeer werd hij contactpersoon voor de verstandhouding tussen de Nederlandse kerken en de Molukse gemeenschap en met name -kerken.
In 1981 kreeg hij een diaconale taak als hoofd van het werelddiaconaat van de Generale Diaconale Raad (GDR), daarna bekleedde hij van 1988 tot 1999 het algemeen secretariaatschap van de Generale Diaconale Raad om vervolgens in de functie van hoofd buitenland van 1997 tot 2007 voor Kerk in Actie op te treden.
Behalve voor zijn eigen kerkgenootschap werkte Boer ook voor de Wereldraad van Kerken. Daar zette hij zich in het kader van het Program to Combat Racism in op het tegengaan van racisme. Evenzo nam hij deel aan de Europese diaconale organisaties Eurodiaconia en Aprodev. Verder kwam hij als voorzitter en woordvoerder van de Samenwerkende Hulporganisaties (SHO) in beeld bij de bestrijding van de gevolgen van de tsunami in Zuidoost-Azië van eind 2004 en andere rampen.
Na zijn periode bij Kerk in Actie bleef hij als adviseur voor de dienstenorganisatie bij zijn kerk betrokken. Begin 2009 overleed Bert Boer op 63-jarige leeftijd.